# Ljunghems socken
Ljunghems socken i Västergötland ingick i Gudhems härad och är sedan 1971 en del av Skövde kommun, från 2016 inom Vretens distrikt.
Socknens areal är 15,79 kvadratkilometer varav 15,73 land. År 1993 fanns här 81 invånare.  Orten Vreten med gården Vreten samt strax norr därom sockenkyrkam Vretens kyrka, gemensam med Edåsa socken, ligger i socknen.

## Administrativ historik
Socknen har medeltida ursprung. 
Vid kommunreformen 1862 övergick socknens ansvar för de kyrkliga frågorna till Ljunghems församling och för de borgerliga frågorna bildades Ljunghems landskommun. Landskommunen uppgick 1952 i Värsås landskommun som 1971 upplöstes då denna del uppgick i Skövde kommun. Församlingen uppgick 1996 i Vretens församling som 2010 uppgick i Värsås-Varola-Vretens församling.
1 januari 2016 inrättades distriktet Vreten, med samma omfattning som Vretens distrikt församling hade 1999/2000 och fick 1996, och vari detta sockenområde ingår.
Socknen har tillhört län, fögderier, tingslag och domsagor enligt vad som beskrivs i artikeln Gudhems härad.

## Geografi
Ljunghems socken ligger norr om Tidaholm kring Ösan. Socknen är en öppen slättbygd omgiven av skogsbygd.

## Fornlämningar
Från järnåldern finns gravar, stensättningar och domarringar.

## Namnet
Namnet skrevs 1346 Lyongeem och kommer från kyrkbyn. Efterleden är hem, 'boplats; gård'. Förleden innehåller ljung.